# پابلو دو ساراساته
پابلو دو ساراساته (به اسپانیایی: Pablo Martín Melitón de Sarasate y Navascués) (زادهٔ مارس ۱۸۴۴ در پامپلونا، اسپانیا – درگذشتهٔ ۲۰ سپتامبر ۱۹۰۸ در بیاریتز، فرانسه) نوازنده مشهور ویولن و آهنگساز عصر رمانتیک بود. زیگونروایزن (آوای کولی) یکی از بزرگ‌ترین آثارش به شمار می رود.